# Prostheceraeus roseus
Planaire rose de Méditerranée, Ver plat rose
Espèce
Prostheceraeus roseus (Planaire rose de Méditerranée ou Ver plat rose, en français) est une espèce de vers plats marins, du genre Prostheceraeus (famille des Euryleptidae).

## Description

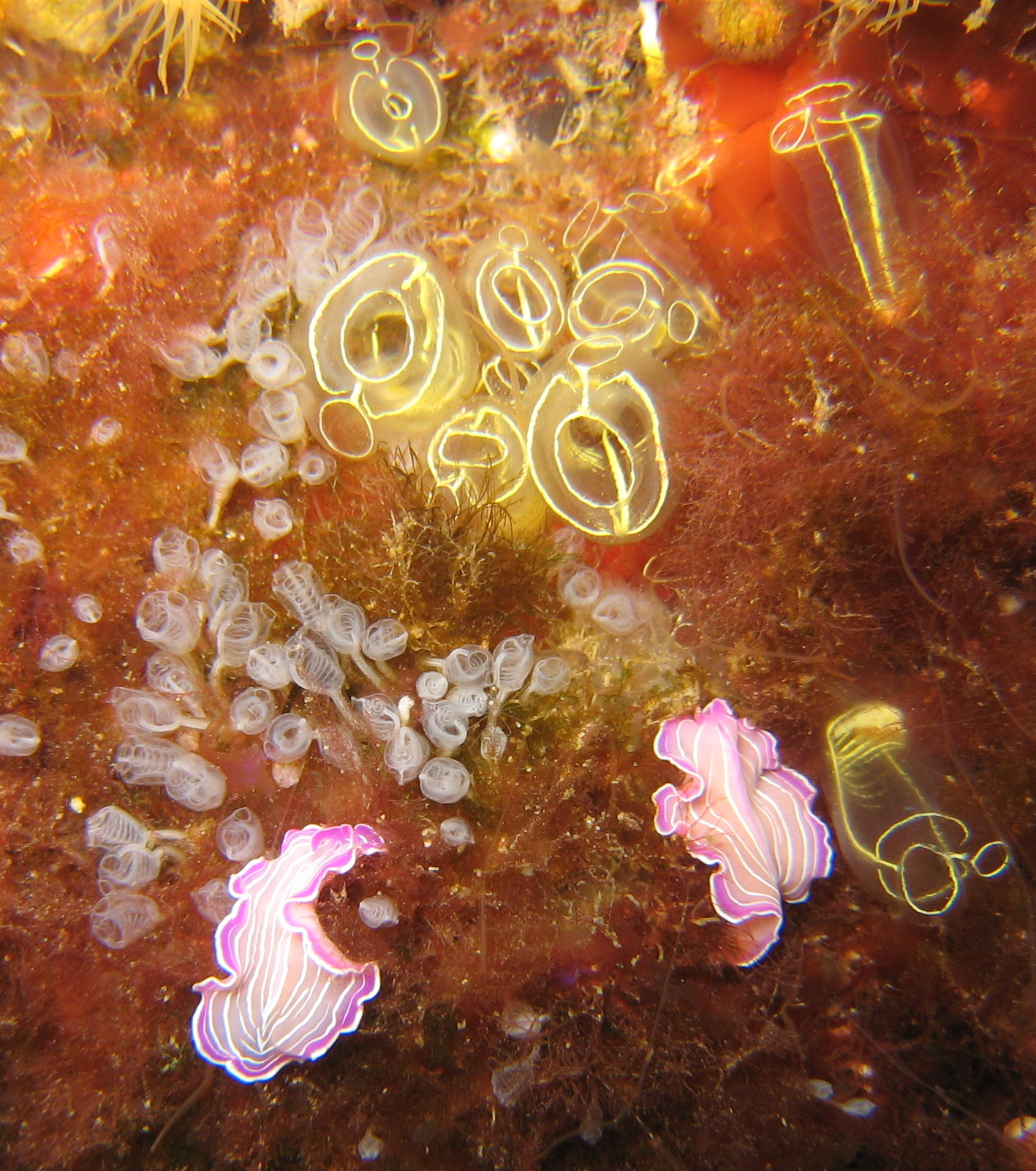
Couple de Prostheceraeus roseus au milieu de clavelines (Clavelina lepadiformis) et de clavelines naines (Pycnoclavella nana)

Prostheceraeus roseus est un ver plat de forme ovale, qui atteint une longueur de 20 mm pour une épaisseur de 1 à 1,5 mm.
Sa face dorsale a une couleur rose lilas, margée d'une bande blanche et d'une bande magenta. La ligne médiane est aussi une bande de couleur magenta. Des deux côtés de cette ligne se trouvent cinq lignes blanches. 
À l'extrémité antérieure de son corps se trouvent deux tentacules de couleur magenta.
Prostheceraeus roseus se nourrit d'ascidies Pycnoclavella nana.

## Distribution
Prostheceraeus roseus se rencontre sur le littoral méditerranéen, ainsi que sur celui de l'océan Atlantique, du Portugal jusqu'au Sénégal.

## Systématique
Le nom valide complet (avec auteur) de ce taxon est Prostheceraeus roseus Lang, 1884.
Il était considéré par certains auteurs comme la même espèce que Prostheceraeus giesbrechtii, mais la base de données World Register of Marine Species (23 novembre 2023) distingue bien les deux espèces.
Ce taxon porte en français le nom vernaculaire suivant : Ver plat rose. Le terme "Planaire rose de Méditerranée" est déconseillé, ne s'agissant pas d'une planaire stricte.